# El caso María Soledad
El caso María Soledad es una película dramática argentina de  1993 coescrita y dirigida por Héctor Olivera y protagonizada por Valentina Bassi. La película es una crónica de ficción basada en hechos reales sucedidos en 1990, y relatan el crimen de María Soledad Morales y posterior juicio.

## Sinopsis
La historia está basada en el asesinato de la joven María Soledad en Catamarca; caso policial resonante por tener los implicados vinculación con autoridades de la provincia -quienes a su vez intentaron encubrir el crimen-, y por las "marchas de silencio" convocadas por la religiosa Martha Pelloni.  

## Reparto
- Valentina Bassi. Sole (María Soledad Morales)
- Carolina Fal. Mava
- Belén Blanco. Fernanda
- Juana Hidalgo. Hermana Martha
- Lidia Catalano. Ada Morales (Madre)
- Francisco Cocuzza. Elías Morales (Padre)
- Alfonso De Grazia. Policía
- María José Demare. Abogada (Lila Zafe)
- Luis Medina Castro. Ingeniero Pacheco
- Juan Palomino. El flaco
- Villanueva Cosse. Obispo
- Alberto Segado. Subcomisario
- Ana Acosta. La rubia (Ruth Salazar)
- Márgara Alonso. Hermana provincial
- Walter Balzarini. Juez 1
- José María López. Juez 2
- Nilda Raggi. Señora Pacheco
- Vando Villamil. Periodista
- Marilyn Varela. Alumna
- Martín Coria. Colectivero
- Lilian Riera. Abuela de Fernanda
- Gloria Fichera. La colorada
- Magela Zanotta
- Miguel Ángel Rodríguez
- Rosario Paula Moyano
- Ramona Farinatti
- Silvina Ponzetti
- Mariana Alonso
- Valeria Schiwalb
- Jovita de Rodríguez
- Cata Arregues
- Claudia Castillo
- Pablo Rinaldi
- Ángel Berrondo
- Silvio Rivas
- Esther de Agüero
- Aldo Zamora
- Cristina Fridman
- María Alejandra Bonetto
- Eduardo Bernabé
- Cinthia Att
- Sergio López
- Francisco Caamacho
- María Visconti
- Carlos Alberto Vidal
- Fernando Álvarez
- Alejo Béccar
- César Orfali
- Amancay Espíndola
- Gonzalo Morales
- Jorge Canteros
- Alfredo Quinteros
- Leonardo Di Rocco
- Daniel Peyrán
- Patricia Slobinsky
- Azucena Montenegro
- Lilián de Rodríguez